# Pictou (ancienne circonscription fédérale)
Pour les articles homonymes, voir Pictou (homonymie).
Pictou fut une circonscription électorale fédérale de Nouvelle-Écosse. La circonscription fut représentée de 1867 à 1968.
C'est l'Acte de l'Amérique du Nord britannique de 1867 qui créa la circonscription électorale de Pictou. De 1872 à 1903, la circonscription nommait deux députés. Abolie en 1966, la circonscription fut incorporée à Nova-Centre.

## Géographie
En 1867, la circonscription de Pictou comprenait:
- Le comté de Pictou

## Députés
1867 - 1904
1. 1867-1872 — James W. Carmichael, Anti-confédéré
2. 1872-1874 — Robert Doull, Libéral-conservateur & James McDonald, Conservateur
3. 1874-1878 — James W. Carmichael, Libéral (2) & John A. Dawson, Libéral
4. 1878-1881 — James McDonald, Conservateur (2) & Robert Doull, Libéral-conservateur (2)
5. 1881¹-1882 — John McDougald, Libéral-conservateur & James McDonald, Conservateur
6. 1882-1887 — John McDougald, Libéra-conservateur & Charles Hibbert Tupper, Conservateur
7. 1887-1896 — John McDougald, Libéral-conservateur & Charles Hibbert Tupper, Conservateur
8. 1896-1904 — Charles Hibbert Tupper, Conservateur & Adam Carr Bell, Conservateur

1904 - 1968
1. 1904-1917 — Edward M. Macdonald, Libéral
2. 1917-1921 — Alexander McGregor, Unioniste
3. 1921-1925 — Edward M. Macdonald, Libéral (2)
4. 1925-1935 — Thomas Cantley, Conservateur
5. 1935-1957 — Henry B. McCulloch, Libéral
6. 1957-1968 — Russell MacEwan, Progressiste-conservateur

- ¹ = Élection partielle